# Gästrikeleden

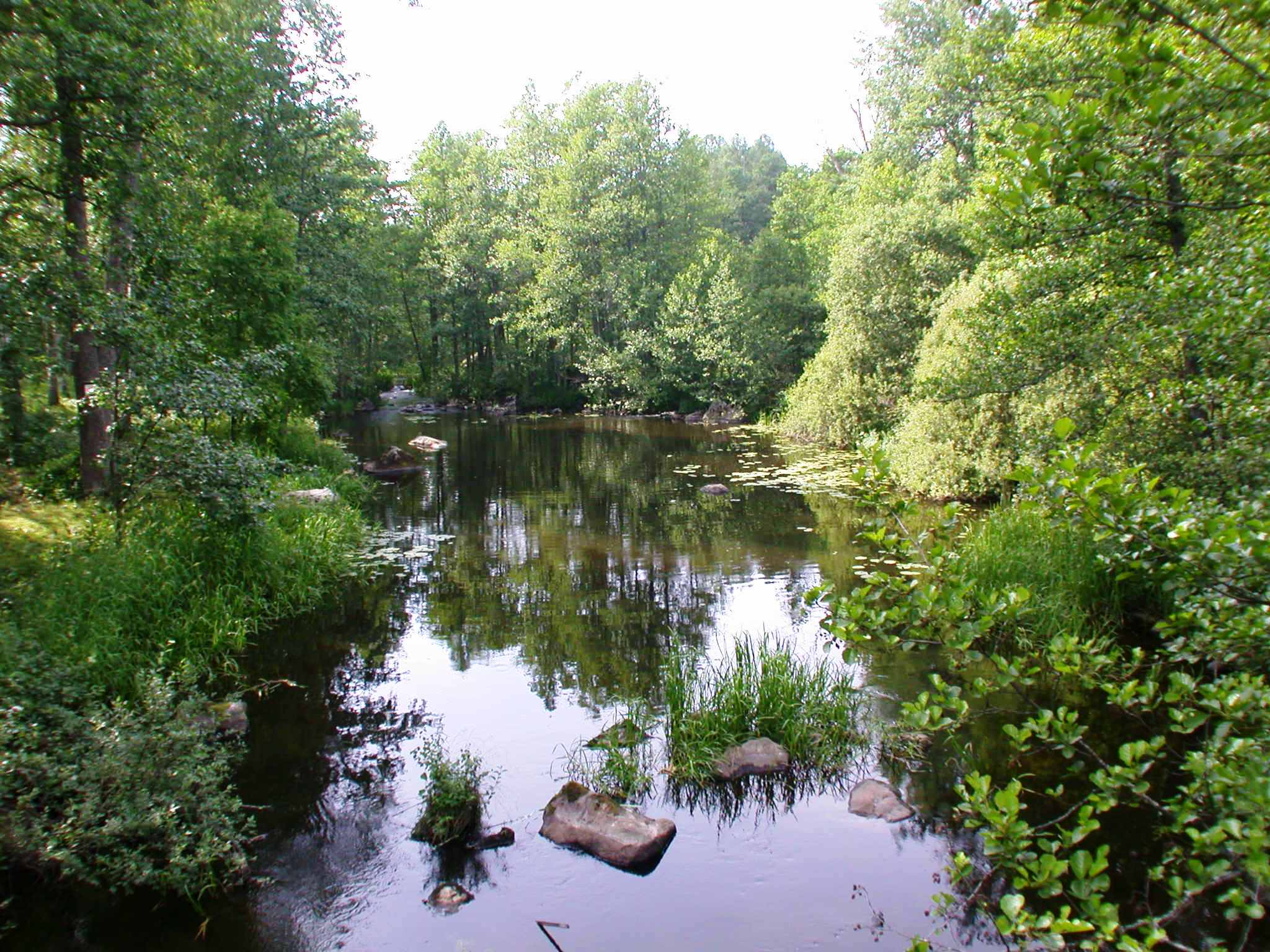
Gavleån vid Mackmyra.

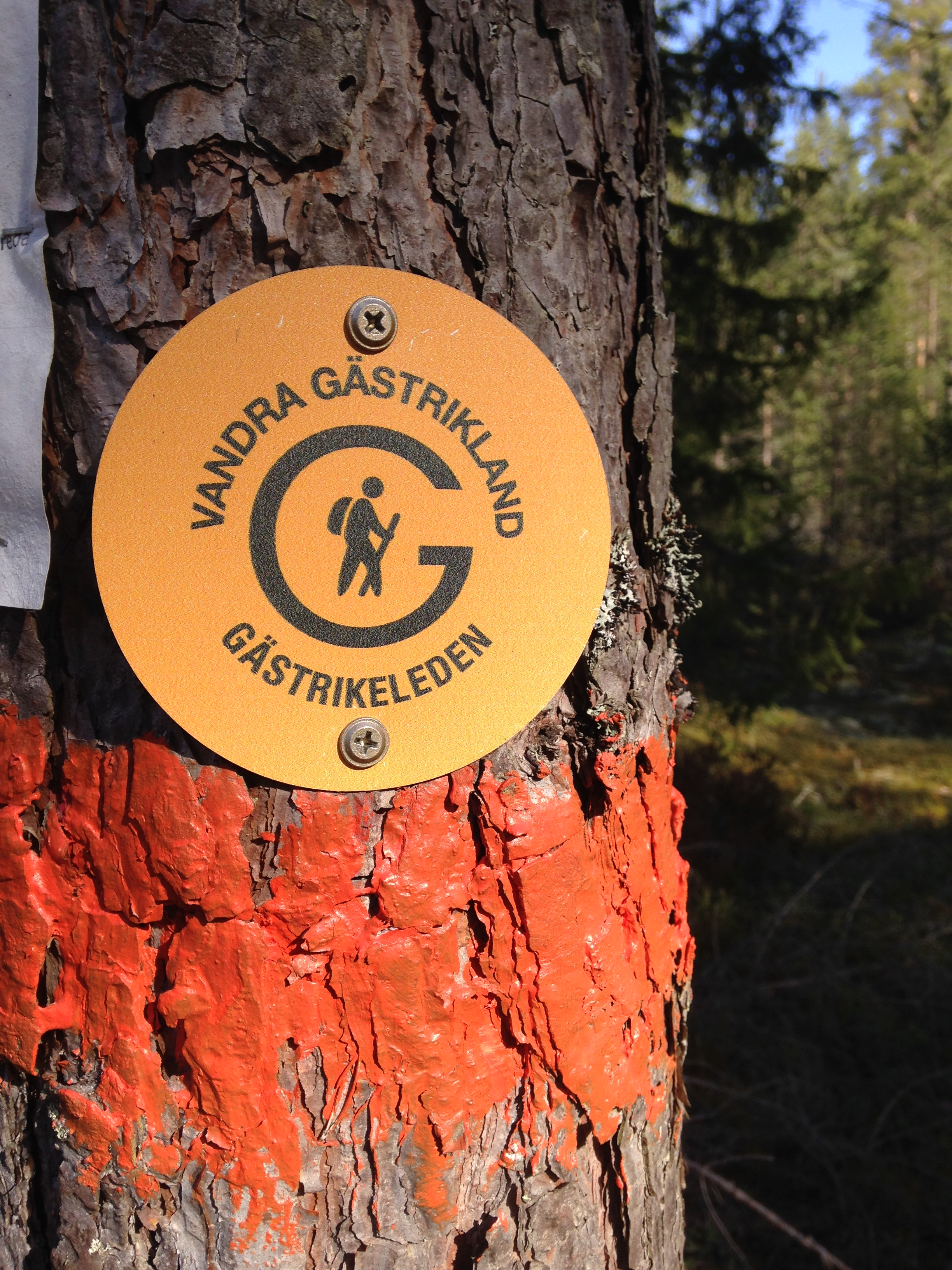
Ledmarkering och "Vandra Gästrikland"-skylt längs Gästrikeleden.

Gästrikeleden är en vandringsled i Gästrikland. Huvudsträckningen är cirka 27 mil lång och går Hemlingby–Österfärnebo–Hofors–Ockelbo–Valbo–Hemlingby. Längs leden, som sammanlagt är 36 mil lång, ligger flera av Gästriklands industrihistoriska turistmål, till exempel Gysinge och Högbo bruk liksom ett stort antal små järnbruk.
Söder om Hemlingby vid Långhällskogens naturreservat ansluter Upplandsleden och vid Mårdnästorp i norr mellan Åmot och Lingbo ansluter Hälsingeleden som leder vidare via Bollnäs, Harsa till Los.
Idén om en vandringsled runt Gästrikland väcktes första gången i början av 1970-talet av Friluftsfrämjandet. Leden byggdes mellan 1975 och 1986.